# Samwel Mushai Kimani
Samwel Mushai Kimani (26 de diciembre de 1989) es un deportista keniano que compite en atletismo adaptado. Ganó cuatro medallas en los Juegos Paralímpicos de Verano entre los años 2008 y 2016.

## Palmarés internacional
| Juegos Paralímpicos | Juegos Paralímpicos     | Juegos Paralímpicos | Juegos Paralímpicos |
| Año                 | Lugar                   | Medalla             | Prueba              |
| ------------------- | ----------------------- | ------------------- | ------------------- |
| 2008                | Pekín (China)           | Medalla de plata    | 1500 m T11          |
| 2012                | Londres (Reino Unido)   | Medalla de oro      | 1500 m T11          |
| 2016                | Río de Janeiro (Brasil) | Medalla de oro      | 1500 m T11          |
| 2016                | Río de Janeiro (Brasil) | Medalla de oro      | 5000 m T11          |